# Aubrac-City
Aubrac-City est un feuilleton télévisé français en 13 épisodes de 26 minutes, réalisé par Jean Pignol et diffusé à partir du 28 octobre 1971 sur la première chaîne de l'ORTF.

## Synopsis
En 1851, un village entier de l'Aubrac décide d'émigrer aux États-Unis et de fonder au Far-West une nouvelle ville : Aubrac-City.

## Distribution
- Rellys : Le grand-père Bouladou
- René Havard : L'aubergiste
- Albert Kantoff : L'épicier
- Jean Amadou : Becker
- Jean Pignol : Jugondas
- Anne-Marie Carrière : Emily Gairaith
- Béatrice Dufrenne : Joséphine Rousselet
- Amarande : Suzy
- Jean Sagols : Antoine Bouladou
- Lucien Barjon : Jules Bouladou
- Claude Bertrand : Pégomas
- Sylvain Green : Smith
- Georges Douking : Œil de Renard
- Georges Montillier : Napoléon
- Michel Puterflam : Comencini
- Agnès Desroches : Cécile
- Francis Lemarque : Jules
- Guy Piérauld : Bigger
- Jean Rougerie : Bob

Générique
Aubrac City interprété par Francis Lemarque

## Épisodes
11 épisodes de 26 minutes.

## Commentaires
Le comique de ce feuilleton est fondé sur la confrontation des stéréotypes de l'Ouest américain avec les paysans de l'Aubrac.

## Autour du film
La série a été tournée dans les départements suivants :
- Oise :
  - Ermenonville ;
- Hérault :
  - Montbazin, au lieu-dit Antonègre[réf. nécessaire].